# Campionati del mondo di atletica leggera indoor 2025 - 3000 metri piani femminili
La gara dei 3000 metri piani femminili dei campionati del mondo di atletica leggera indoor 2025 si è svolta il 22 marzo 2025 a Nanchino.

## Podio
| Pos.    | Atleta          | Nazionalità | Tempo   |
| ------- | --------------- | ----------- | ------- |
| Oro     | Freweyni Hailu  | Etiopia     | 8'37"21 |
| Argento | Shelby Houlihan | Stati Uniti | 8'38"26 |
| Bronzo  | Jessica Hull    | Australia   | 8'38"28 |

## Situazione pre-gara

### Record
Prima di questa competizione, il record del mondo indoor e il record dei campionati erano i seguenti.
| Record                | Prestazione | Atleta                                | Data e luogo                      | Competizione                     |
| --------------------- | ----------- | ------------------------------------- | --------------------------------- | -------------------------------- |
| Record mondiale       | 8'16"60     | Genzebe Dibaba Etiopia                | 6 febbraio 2014 Stoccolma, Svezia | XL Galan                         |
| Record dei campionati | 8'20"87     | Elinor Purrier St. Pierre Stati Uniti | 2 marzo 2024 Glasgow, Scozia      | Campionati del mondo indoor 2024 |

## Qualificazioni
Per i 3000 metri piani femminili il periodo di qualifica andava dal 1º settembre 2024 al 9 marzo 2025. Le atlete potevano ottenere la qualificazione rientrando nello standard di 8'33"00 (o di 14'25"00 sui 5000 metri piani), con una wildcard o in base al loro piazzamento nel World Athletics Rankings.

## Risultati

### Finale
La finale diretta si è tenuta il 22 marzo alle ore 19:15.
| Pos | Atleta                | Nazionalità | Tempo   | Note                                     |
| --- | --------------------- | ----------- | ------- | ---------------------------------------- |
|     | Freweyni Hailu        | Etiopia     | 8'37"21 |                                          |
|     | Shelby Houlihan       | Stati Uniti | 8'38"26 |                                          |
|     | Jessica Hull          | Australia   | 8'38"28 |                                          |
| 4   | Whittni Morgan        | Stati Uniti | 8'39"18 |                                          |
| 5   | Birke Haylom          | Etiopia     | 8'39"28 |                                          |
| 6   | Sarah Healy           | Irlanda     | 8'40"00 |                                          |
| 7   | Marta García          | Spagna      | 8'40"80 | Miglior prestazione personale stagionale |
| 8   | Purity Kajuju Gitonga | Kenya       | 8'44"56 |                                          |
| 9   | Linden Hall           | Australia   | 8'44"99 |                                          |
| 10  | Nozomi Tanaka         | Giappone    | 8'47"93 |                                          |
| 11  | Adva Cohen            | Israele     | 8'59"62 |                                          |
| 12  | Li Yuan               | Cina        | 9'14"14 | Miglior prestazione personale            |